# 네트워크 프로세서

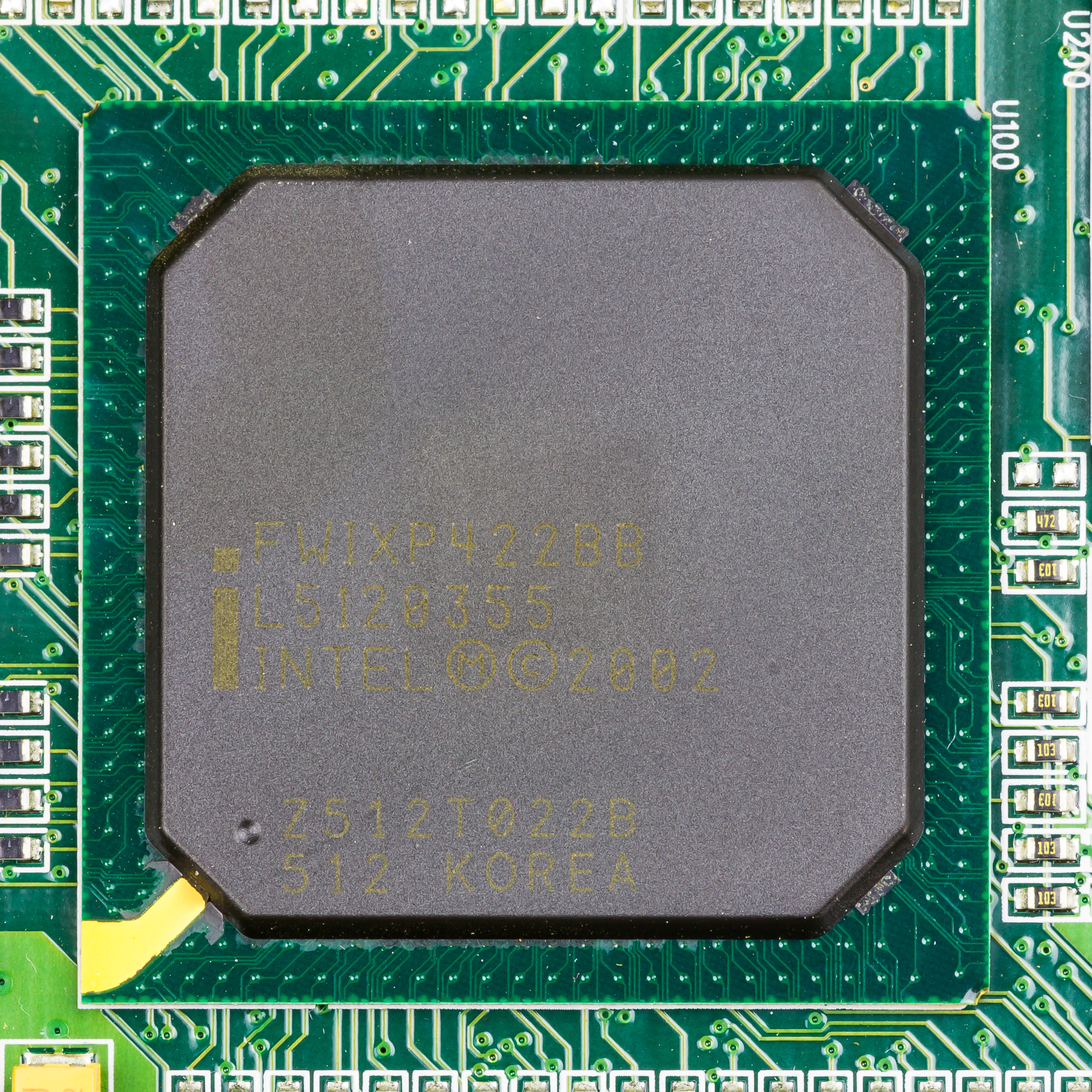
Intel FWIXP422BB

네트워크 프로세서(network processor)는 네트워킹 애플리케이션 도메인을 특별히 겨냥한 기능 세트를 갖춘 집적 회로이다.
네트워크 프로세서는 일반적으로 소프트웨어 프로그래밍 가능 장치이며 다양한 유형의 장비 및 제품에 일반적으로 사용되는 범용 중앙 처리 장치와 유사한 일반적인 특성을 갖는다.

## 개발 역사
현대 통신 네트워크에서는 정보(음성, 비디오, 데이터)가 패킷 데이터로 전송(패킷 교환)된다. 이는 PSTN(공중 전화 교환망)이나 아날로그와 같이 정보를 아날로그 신호로 전달했던 기존 통신 네트워크와는 대조적이다. TV/라디오 네트워크. 이러한 패킷을 처리함으로써 이러한 형태의 패킷 데이터를 처리하도록 최적화된 집적 회로(IC)가 탄생했다. 네트워크 프로세서에는 이러한 네트워크 내에서 패킷 처리를 향상하고 최적화하기 위해 제공되는 특정 기능이나 아키텍처가 있다.
네트워크 프로세서는 특정 기능을 갖춘 IC로 진화했다. 이러한 발전으로 인해 더욱 복잡하고 유연한 IC가 탄생하게 되었다. 최신 회로는 프로그래밍이 가능하므로 단일 하드웨어 IC 설계가 적절한 소프트웨어가 설치된 경우 다양한 기능을 수행할 수 있다.
네트워크 프로세서는 다음과 같은 다양한 유형의 네트워크 장비 제조에 사용된다.
- 라우터, 소프트웨어 라우터, 스위치(네트워크간 프로세서)
- 방화벽
- 세션 구분 컨트롤러
- 침입 탐지 시스템
- 네트워크 모니터링 시스템
- 네트워크 보안

## 같이 보기
- 멀티 코어
- 컴퓨터 공학
- 인터넷
- 대기행렬이론